# Helene af Mecklenburg-Schwerin
Hertuginde Helene til Mecklenburg (tysk: Helene Herzogin zu Mecklenburg; fransk: Hélène de Mecklembourg-Schwerin) (24. januar 1814–18. maj 1858) var en tysk prinsesse af Mecklenburg-Schwerin, der var fransk kronprinsesse som ægtefælle til den franske tronfølger Ferdinand Filip af Orléans, ældste søn af den sidste franske konge Ludvig Filip.

## Biografi
Helene blev født den 24. januar 1814 i Ludwigslust i Mecklenburg som fjerde barn og anden datter af Arvestorhertug Frederik Ludvig af Mecklenburg-Schwerin i hans andet ægteskab med Prinsesse Caroline Louise af Sachsen-Weimar-Eisenach.
Den 30. maj 1837 blev hun gift på Château de Fontainebleau i Fontainebleau med den franske tronfølger Ferdinand Filip af Orléans, hertug af Chartres, ældste søn af den daværende franske konge Ludvig Filip og hans hustru Prinsesse Marie Amalie af Begge Sicilier. Der blev født to sønner i ægteskabet: Filip og Robert.
Den 13. juli 1842 døde hendes mand som følge af en rideulykke. Dette dødsfald udløste en stridighed indenfor kongefamilien om det fremtidige regentskab for den mindreårige Prins Filip, en stridighed som Helene tabte til fordel for sin svoger Prins Ludvig, hertug af Nemours. Spørgsmålet blev dog aldrig aktuelt, da det franske monarki blev afskaffet som følge af Februarrevolutionen i Frankrig i 1848.
Efter et forgæves forsøg på at sikre tronen for sin mindreårige søn under Februarrevolutionen, flygtede Helene og slog sin ned i Eisenach i Thüringen. Hun opholdt sig også ofte i England hos den eksilerede franske kongefamilie.
Helene døde af influenza den 17. maj 1858 i Richmond i Surrey i England af og blev begravet i Weybridge. I 1876 blev hendes gravsted flyttet til Chapelle Royale Saint Louis i Dreux.

## Ægteskab og børn
Helene blev gift den 30. maj 1837 på Château de Fontainebleau i Fontainebleau i Frankrig med den franske tronfølger Ferdinand Filip af Orléans. De fik to børn:
- Filip (1838-1894), greve af Paris

∞ 1853 med Marie Isabelle af Orléans (1848-1919)
- Robert (1840-1910), hertug af Chartres

∞1862 med Françoise af Orléans (1844-1925)